# Cephalodella segersi
Cephalodella segersi är en hjuldjursart som beskrevs av De Smet 1998. Cephalodella segersi ingår i släktet Cephalodella och familjen Notommatidae. Inga underarter finns listade i Catalogue of Life.